# Cà Lúi
Cà Lúi là một xã thuộc huyện Sơn Hòa, tỉnh Phú Yên, Việt Nam.
Cà Lúi có gốc nguồn từ tiếng Chăm Ta Lui, nghĩa là “bé nhỏ”.
Xã Cà Lúi có diện tích 45,38 km², dân số năm 2025 là 3100 người, mật độ dân số đạt 68 người/km².